# یواس‌اس پومپه (ای‌اف-۵)
یواس‌اس پومپه (ای‌اف-۵) (به انگلیسی: USS Pompey (AF-5)) یک کشتی بود که طول آن ۲۴۵ فوت (۷۵ متر) بود. این کشتی در سال ۱۸۹۷ ساخته شد.